# Prem'er-Liga 2008
La Prem'er-Liga 2008 fu la diciassettesima edizione della massima serie del campionato russo di calcio (la settima con la denominazione di Prem'er-Liga); ha visto la vittoria finale del Rubin, laureatosi campione per la prima volta nella sua storia con tre giornate di anticipo sulla fine del torneo. Si tratta del terzo club non moscovita capace di aggiudicarsi il trofeo.

## Stagione

### Novità
Dalla Prem'er-Liga 2007 erano stati retrocessi il Kuban' e il Rostov, mentre dalla Pervyj divizion 2007 erano stati promossi lo Šinnik e il Terek Groznyj.

### Formula
Le sedici squadre partecipanti si sono affrontate in un girone all'italiana con partite di andata e ritorno per un totale di 30 giornate. La prima classificata al termine della stagione regolare era designata campione di Russia e ammessa alla fase a gironi della UEFA Champions League 2009-2010, assieme alla seconda classificata. La terza classificata veniva ammessa al terzo turno di qualificazione della UEFA Champions League. Le squadre quarta e quinta classificate venivano ammessa in UEFA Europa League 2009-2010, assieme alla vincitrice della Coppa di Russia. Le ultime due classificate erano retrocesse in Pervyj divizion.

### Avvenimenti
La stagione è iniziata il 14 marzo 2008 con la partita tra Terek Groznyj e Kryl'ja Sovetov Samara, svoltasi a Groznyj e conclusasi con il punteggio di 3-0 in favore del Kryl'ja. Il primo gol del torneo è stato realizzato da Evgenij Savin del Kryl'ja. Per via della partecipazione della Russia al campionato europeo di calcio 2008, il campionato ha osservato un periodo di sosta tra il 16 maggio e il 5 luglio.

## Squadre partecipanti
| Club                   | Stagione | Città           | Stadio                    | Stagione 2007               |
| ---------------------- | -------- | --------------- | ------------------------- | --------------------------- |
| Amkar Perm'            | dettagli | Perm'           | Stadio Zvezda             | 8º posto in Prem'er-Liga    |
| Chimki                 | dettagli | Chimki          | Stadio Rodina             | 9º posto in Prem'er-Liga    |
| CSKA Mosca             | dettagli | Mosca           | Stadio Lužniki            | 3º posto in Prem'er-Liga    |
| Dinamo Mosca           | dettagli | Mosca           | Stadio Dinamo             | 6º posto in Prem'er-Liga    |
| FK Mosca               | dettagli | Mosca           | Stadio Ėduard Strel'cov   | 4º posto in Prem'er-Liga    |
| Kryl'ja Sovetov Samara | dettagli | Samara          | Stadio Metallurg (Samara) | 13º posto in Prem'er-Liga   |
| Lokomotiv Mosca        | dettagli | Mosca           | Stadio Lokomotiv          | 7º posto in Prem'er-Liga    |
| Luč-Ėnergija           | dettagli | Vladivostok     | Stadio Dinamo             | 14º posto in Prem'er-Liga   |
| Rubin                  | dettagli | Kazan'          | Stadio Centrale di Kazan' | 10º posto in Prem'er-Liga   |
| Saturn                 | dettagli | Ramenskoe       | Saturn Stadium            | 5º posto in Prem'er-Liga    |
| Šinnik                 | dettagli | Jaroslavl'      | Stadio Šinnik             | 1º posto in Pervyj divizion |
| Spartak Mosca          | dettagli | Mosca           | Stadio Lužniki            | 2º posto in Prem'er-Liga    |
| Spartak-Nal'čik        | dettagli | Nal'čik         | Stadio Spartak            | 12º posto in Prem'er-Liga   |
| Terek Groznyj          | dettagli | Groznyj         | Stadio Sultan Bilimkhanov | 2º posto in Pervyj divizion |
| Tom' Tomsk             | dettagli | Tomsk           | Stadio Trud               | 11º posto in Prem'er-Liga   |
| Zenit San Pietroburgo  | dettagli | San Pietroburgo | Stadio Petrovskij         | Campione di Russia          |

## Classifica finale
|  | Pos. | Squadra                | Pt | G  | V  | N  | P  | GF | GS | DR  |
|  | ---- | ---------------------- | -- | -- | -- | -- | -- | -- | -- | --- |
|  | 1.   | Rubin                  | 60 | 30 | 18 | 6  | 6  | 42 | 25 | +17 |
|  | 2.   | CSKA Mosca             | 56 | 30 | 16 | 8  | 6  | 53 | 24 | +29 |
|  | 3.   | Dinamo Mosca           | 54 | 30 | 15 | 9  | 6  | 40 | 28 | +12 |
|  | 4.   | Amkar Perm'            | 51 | 30 | 14 | 9  | 7  | 29 | 19 | +10 |
|  | 5.   | Zenit San Pietroburgo  | 48 | 30 | 12 | 12 | 6  | 59 | 37 | +22 |
|  | 6.   | Kryl'ja Sovetov Samara | 48 | 30 | 12 | 12 | 6  | 42 | 28 | +14 |
|  | 7.   | Lokomotiv Mosca        | 47 | 30 | 13 | 8  | 9  | 37 | 32 | +5  |
|  | 8.   | Spartak Mosca          | 44 | 30 | 11 | 11 | 8  | 43 | 39 | +4  |
|  | 9.   | FK Mosca               | 38 | 30 | 9  | 11 | 10 | 33 | 35 | -2  |
|  | 10.  | Terek Groznyj          | 35 | 30 | 9  | 8  | 13 | 27 | 41 | -14 |
|  | 11.  | Saturn                 | 33 | 30 | 7  | 12 | 11 | 26 | 30 | -4  |
|  | 12.  | Spartak-Nal'čik        | 32 | 30 | 8  | 8  | 14 | 29 | 37 | -8  |
|  | 13.  | Tom' Tomsk             | 29 | 30 | 7  | 8  | 15 | 23 | 35 | -12 |
|  | 14.  | Chimki                 | 27 | 30 | 6  | 9  | 15 | 34 | 54 | -20 |
|  | 15.  | Šinnik                 | 22 | 30 | 5  | 7  | 18 | 25 | 48 | -23 |
|  | 16.  | Luč-Ėnergija           | 21 | 30 | 3  | 12 | 15 | 22 | 51 | -29 |

Legenda:
      Campione di Russia e ammessa alla UEFA Champions League 2009-2010.
      Ammessa alla UEFA Champions League 2009-2010.
      Ammessa alla UEFA Europa League 2009-2010.
      Retrocesse in Pervyj divizion 2009.
Note:
Tre punti a vittoria, uno a pareggio, zero a sconfitta.
In caso di arrivo di due o più squadre a pari punti, la graduatoria è stata stilata considerando il numero di vittorie totali.

## Risultati
|                       | Rub  | CSK  | DiM  | Amk  | Zen  | Kry  | LoM  | SpM  | FKM  | Ter  | Sat  | SpN  | Tom  | Chi  | Šin  | Luč  |
| --------------------- | ---- | ---- | ---- | ---- | ---- | ---- | ---- | ---- | ---- | ---- | ---- | ---- | ---- | ---- | ---- | ---- |
| Rubin Kazan'          | –––– | 0-0  | 1-0  | 1-0  | 4-1  | 3-0  | 1-2  | 0-3  | 0-1  | 1-3  | 0-0  | 3-0  | 2-1  | 2-0  | 1-1  | 1-0  |
| CSKA Mosca            | 4-0  | –––– | 0-2  | 4-1  | 0-0  | 0-0  | 0-0  | 0-1  | 0-2  | 2-0  | 1-0  | 0-1  | 2-1  | 4-3  | 1-1  | 4-1  |
| Dinamo Mosca          | 0-2  | 1-3  | –––– | 1-0  | 1-0  | 2-2  | 4-2  | 4-3  | 1-1  | 2-1  | 2-1  | 1-0  | 2-0  | 2-0  | 2-0  | 2-0  |
| Amkar Perm'           | 1-2  | 3-3  | 1-2  | –––– | 1-1  | 1-0  | 0-0  | 1-1  | 2-0  | 0-0  | 1-0  | 0-0  | 0-0  | 3-1  | 2-0  | 2-0  |
| Zenit San Pietroburgo | 1-3  | 1-3  | 1-1  | 2-0  | –––– | 1-1  | 1-1  | 0-0  | 2-1  | 3-1  | 2-2  | 3-4  | 5-1  | 1-0  | 1-3  | 8-1  |
| Kryl'ja Sovetov       | 2-2  | 0-2  | 3-3  | 2-0  | 0-3  | –––– | 2-0  | 1-1  | 1-1  | 4-3  | 4-0  | 2-0  | 3-0  | 3-0  | 4-0  | 2-1  |
| Lokomotiv Mosca       | 0-1  | 0-2  | 0-1  | 0-1  | 0-3  | 2-0  | –––– | 2-2  | 3-2  | 2-0  | 0-0  | 0-0  | 2-0  | 0-2  | 3-0  | 2-2  |
| Spartak Mosca         | 0-1  | 1-5  | 1-1  | 1-1  | 1-3  | 0-1  | 0-1  | –––– | 1-1  | 3-1  | 1-0  | 2-1  | 1-0  | 1-1  | 4-2  | 3-0  |
| FK Mosca              | 1-2  | 1-4  | 1-1  | 0-1  | 0-2  | 1-1  | 0-3  | 2-1  | –––– | 0-0  | 0-0  | 1-3  | 2-1  | 2-2  | 2-1  | 3-0  |
| Terek Groznyj         | 0-0  | 1-0  | 0-0  | 0-1  | 1-4  | 0-3  | 2-1  | 3-1  | 1-1  | –––– | 1-0  | 2-1  | 1-3  | 1-0  | 0-0  | 2-1  |
| Saturn                | 1-2  | 0-4  | 2-0  | 0-0  | 1-1  | 0-0  | 1-2  | 0-0  | 0-0  | 3-1  | –––– | 1-1  | 2-0  | 2-2  | 4-0  | 2-1  |
| Spartak-Nal'čik       | 2-0  | 0-0  | 0-2  | 0-1  | 2-2  | 1-1  | 0-1  | 1-2  | 0-3  | 2-0  | 2-1  | –––– | 1-1  | 1-2  | 2-1  | 2-2  |
| Tom' Tomsk            | 1-2  | 0-0  | 0-0  | 0-1  | 1-1  | 0-4  | 0-1  | 0-1  | 2-1  | 2-0  | 0-1  | 1-0  | –––– | 3-1  | 2-1  | 1-1  |
| Chimki                | 0-4  | 1-2  | 1-1  | 0-3  | 1-4  | 1-0  | 2-2  | 3-3  | 0-2  | 0-1  | 2-1  | 2-0  | 1-1  | –––– | 0-0  | 3-1  |
| Šinnik                | 0-2  | 1-0  | 2-0  | 1-2  | 2-2  | 0-0  | 1-2  | 1-2  | 0-1  | 1-1  | 0-1  | 2-1  | 0-1  | 3-2  | –––– | 1-2  |
| Luč-Ėnergija          | 1-1  | 1-3  | 1-0  | 0-1  | 0-0  | 0-0  | 2-3  | 2-2  | 1-1  | 1-1  | 0-0  | 0-2  | 0-0  | 1-1  | 1-0  | –––– |

## Statistiche e record

### Capoliste solitarie
|    | —— | ——           | —— | —— | —— | —— | —— | —— | ——  | ——  | ——  | ——  | ——  | ——  | ——  | ——  | ——  | ——  | ——  | ——  | ——  | ——  | ——  | ——  | ——  | ——  | ——  | ——  | ——  | —— |  |
|    |    | Rubin Kazan' |    |    |    |    |    |    |     |     |     |     |     |     |     |     |     |     |     |     |     |     |     |     |     |     |     |     |     |    |  |
|    |    |              |    |    |    |    |    |    |     |     |     |     |     |     |     |     |     |     |     |     |     |     |     |     |     |     |     |     |     |    |  |
|    |    |              |    |    |    |    |    |    |     |     |     |     |     |     |     |     |     |     |     |     |     |     |     |     |     |     |     |     |     |    |  |
| 1ª | 2ª | 3ª           | 4ª | 5ª | 6ª | 7ª | 8ª | 9ª | 10ª | 11ª | 12ª | 13ª | 14ª | 15ª | 16ª | 17ª | 18ª | 19ª | 20ª | 21ª | 22ª | 23ª | 24ª | 25ª | 26ª | 27ª | 28ª | 29ª | 30ª |    |  |

### Primati stagionali
- Maggior numero di vittorie: Rubin (18)
- Minor numero di sconfitte: Rubin, CSKA Mosca, Dinamo Mosca, Zenit San Pietroburgo e Kryl'ja Sovetov Samara (6)
- Migliore attacco: Zenit San Pietroburgo (59 gol fatti)
- Miglior difesa: Amkar Perm' (19 gol subiti)
- Miglior differenza reti: CSKA Mosca (+29)
- Maggior numero di pareggi: Zenit San Pietroburgo, Kryl'ja Sovetov Samara, Saturn, Luč-Ėnergija (12)
- Minor numero di pareggi: Rubin (6)
- Minor numero di vittorie: Luč-Ėnergija (3)
- Maggior numero di sconfitte: Šinnik (18)
- Peggiore attacco: Luč-Ėnergija (22 gol fatti)
- Peggior difesa: Luč-Ėnergija (51 gol subiti)
- Peggior differenza reti: Luč-Ėnergija (-29)

### Classifica marcatori
| Gol | Rigori |  | Giocatore             | Squadra                                     |
| --- | ------ |  | --------------------- | ------------------------------------------- |
| 20  | 1      |  | Vágner Love           | CSKA Mosca                                  |
| 10  |        |  | Marko Topić           | Saturn                                      |
| 10  |        |  | Peter Odemwingie      | Lokomotiv Mosca                             |
| 10  |        |  | Danny                 | Dinamo Mosca (5), Zenit San Pietroburgo (5) |
| 10  |        |  | Eldar Nizamutdinov    | Chimki                                      |
| 9   | 5      |  | Dinijar Biljaletdinov | Lokomotiv Mosca                             |
| 8   |        |  | Alan Dzagoev          | CSKA Mosca                                  |
| 8   |        |  | Fatih Tekke           | Zenit San Pietroburgo                       |
| 8   | 1      |  | Anton Bobër           | Kryl'ja Sovetov Samara                      |
| 8   | 1      |  | Héctor Bracamonte     | FK Mosca                                    |
| 8   | 1      |  | Martin Kušev          | Amkar Perm'                                 |